# Вопке Гукстра
Вопке Бастіан Гукстра (нід. Wopke Bastiaan Hoekstra; нар. 30 вересня 1975, Беннеком, Нідерланди) — нідерландський політик, член Християнсько-демократичного заклику (CDA). Заступник прем'єр-міністра Нідерландів та міністр закордонних справ із 10 січня 2022 до 1 вересня 2023 року в четвертому уряді Марка Рютте. Міністр фінансів у третьому кабінеті Рютте з 26 жовтня 2017 до 10 січня 2022 року. Раніше був членом Сенату (2011—2017) та заступником голови фракції CDA.

## Життєпис
Вивчав право в Лейденському університеті, а також отримав освіту з історії. У Лейдені він був мером Мінерви. У 2000 році вивчав право та міжнародну політику в Римі, а в 2005 році отримав ступінь MBA в INSEAD у Фонтенбло та Сінгапурі.
До початку політичної кар'єри Гукстра був партнером у консалтинговій компанії McKinsey та головою наглядової ради музею Scheepvaartmuseum, працював у Shell у Берліні, Гамбурзі та Роттердамі.
Для CDA він, серед іншого, був членом правління департаменту Амстердама. У 2011 році Гекстра балотувався на виборах в Сенат, його було обрано 7 червня 2011 року. 6 грудня 2011 року Гекстра виступив зі своєю першою промовою. Потім він займався, серед іншого, законопроєктами про державну пенсію та національну поліцію. Як член Сенату, Гукстра, серед іншого, брав активну участь у фінансовому комітеті.
Гукстра також був речником під час обговорення єдиного законопроєкту в період 2015—2019 років, згідно з яким прийняли так званий «Закон Ван Нотена», де йшлося про те, що партії рідко або ніколи не голосують у Сенаті інакше, ніж у Палаті представників. Він також був єдиним сенатором CDA, який проголосував за законопроєкт про дозвіл батьківства лесбійських пар.
У 2016 році очолював комітет, який розробив передвиборчу програму CDA для виборів до Палати представників 2017 року. У тому ж році він був другим наймолодшим у топ-200 списку найвпливовіших нідерландців.

## Міністерство
26 лютого 2019 року Вопке Гукстра оголосив, що під його наглядом Нідерланди придбали додаткові частки Air France-KLM. Метою було створення пакету акцій, рівного розміру пакету Франції, і таким чином мати можливість мати більший вплив на компанію. Пізніше Гукстру критикували за покупку в зв'язку з тим, що він не повідомив Палату представників заздалегідь, порушуючи законодавство про бюджет. Вартість пакету акцій впала на 500 млн євро.
Тривалий час Гукстра розглядався як основний кандидат на керівника партії CDA та лідера партії на виборах до Палати представників 2021 року. 17 червня 2020 року він зазначив у своєму інтерв'ю, що не буде кандидатом на виборах до внутрішнього керівництва в рамках CDA. Він бачить себе більше менеджером, ніж професійним політиком.

## Сім'я
Гукстра заручений із Ліселот, вони мають чотирьох дітей, живуть у Буссумі.

## Нагороди
- Орден князя Ярослава Мудрого III ст. (Україна, 23 серпня 2022) — за значні особисті заслуги у зміцненні міждержавного співробітництва, підтримку державного суверенітету та територіальної цілісності України, вагомий внесок у популяризацію Української держави у світі.[12]